# Grand Prix de la Toussaint
Grand Prix de la Toussaint är en årligt travlopp för 3-12-åriga varmblod som körs på Hippodrome de Wallonie i Mons i Belgien varje år i oktober över distansen 2300 meter. Förstapris i loppet är 50 000 euro. Det är ett Grupp 2-lopp, det vill säga ett lopp av näst högsta internationella klass.

## Vinnare
| 2023 | Cash du Rib                                       | Ready Cash                                        | Jean-Loïc-Claude Dersoir                          | Jean-Loïc-Claude Dersoir                          | 1'12"1                                            |                                                   |                                                   |                                                   |                                                   |                                                   |
| 2022 | Éclat de Gloire                                   | Tiégo d'Étang                                     | Loris Garcia                                      | Loris Garcia                                      | 1'11"5                                            |                                                   |                                                   |                                                   |                                                   |                                                   |
| 2021 | Éclat de Gloire                                   | Tiégo d'Étang                                     | Loris Garcia                                      | Loris Garcia                                      | 1'13"3                                            |                                                   |                                                   |                                                   |                                                   |                                                   |
| 2020 | Inställt p.g.a. den pågående coronaviruspandemin. | Inställt p.g.a. den pågående coronaviruspandemin. | Inställt p.g.a. den pågående coronaviruspandemin. | Inställt p.g.a. den pågående coronaviruspandemin. | Inställt p.g.a. den pågående coronaviruspandemin. | Inställt p.g.a. den pågående coronaviruspandemin. | Inställt p.g.a. den pågående coronaviruspandemin. | Inställt p.g.a. den pågående coronaviruspandemin. | Inställt p.g.a. den pågående coronaviruspandemin. | Inställt p.g.a. den pågående coronaviruspandemin. |
| 2019 | Billie de Montfort                                | Jasmin de Flore                                   | Gabriele Gelormini                                | Sébastien Guarato                                 | 1'12"3                                            |                                                   |                                                   |                                                   |                                                   |                                                   |
| 2018 | Aubrion du Gers                                   | Memphis du Rib                                    | Joseph Verbeeck                                   | Jean Michel Bazire                                | 1'13"6                                            |                                                   |                                                   |                                                   |                                                   |                                                   |
| 2017 | Bird Parker                                       | Ready Cash                                        | Joseph Verbeeck                                   | Philippe Allaire                                  | 1'12"4                                            |                                                   |                                                   |                                                   |                                                   |                                                   |
| 2016 | Anna Mix                                          | Ludo de Castelle                                  | Franck Nivard                                     | Franck Leblanc                                    | 1'12"4                                            |                                                   |                                                   |                                                   |                                                   |                                                   |
| 2015 | Uppercut de Manche                                | Neutron du Cebe                                   | Sebastien Ernault                                 | Thierry Raffegeau                                 | 1'12"4                                            |                                                   |                                                   |                                                   |                                                   |                                                   |
| 2014 | Sometime                                          | Blue Dream                                        | Christophe Martens                                | Vincent Martens                                   | 1'12"7                                            |                                                   |                                                   |                                                   |                                                   |                                                   |
| 2013 | Solea Rivelliere                                  | Calife des Noues                                  | Philippe Daugeard                                 | Philippe Daugeard                                 | 1'13"7                                            |                                                   |                                                   |                                                   |                                                   |                                                   |
| 2012 | Perlando                                          | Gaint Cat                                         | Joseph Verbeeck                                   | Alfons Vanberghen                                 | 1'13"4                                            |                                                   |                                                   |                                                   |                                                   |                                                   |
| 2011 | Nimrod Borealis                                   | Arnaqueur                                         | Matthieu Abrivard                                 | Matthieu Abrivard                                 | 1'14"1                                            |                                                   |                                                   |                                                   |                                                   |                                                   |
| 2010 | Olga du Biwetz                                    | Cezio Josselyn                                    | Jean-Michel Bazire                                | Fabrice Souloy                                    | 1'14"5                                            |                                                   |                                                   |                                                   |                                                   |                                                   |
| 2009 | Olga du Biwetz                                    | Cezio Josselyn                                    | Christophe Martens                                | Fabrice Souloy                                    | 1'14"3                                            |                                                   |                                                   |                                                   |                                                   |                                                   |
| 2008 | Norginio                                          | Capriccio                                         | Dominik Locqueneux                                | Alfons Vanberghen                                 | 1'15"8                                            |                                                   |                                                   |                                                   |                                                   |                                                   |
| 2007 | Pirogue Jenilou                                   | Blue Eyes America                                 | Bernard Piton                                     | Cedric Beurel                                     | 1'14"0                                            |                                                   |                                                   |                                                   |                                                   |                                                   |